# 諸葛緒
諸葛 緒（しょかつ しょ、生没年不詳）は、中国三国時代から西晋の武将。魏・西晋に仕えた。本貫は徐州琅邪郡陽都県。子は諸葛沖。

## 生涯
正元2年（255年）、魏の泰山太守の官にあった。毌丘倹の反乱に際し、鄧艾の指示で黎漿へ向かい、呉の孫峻の増援を防いだ。
景元4年（263年）、雍州刺史の官にあり、司馬昭から鍾会・鄧艾と共に、蜀漢攻略の指揮官に任命される。
姜維の退路を断つべく橋頭を押さえたが、陽動作戦に嵌り退却を許した。白水で鍾会と合流し共に剣閣へ向かったが、権力の独占を狙う鍾会から「諸葛緒は怖気づいて前進しない」と密告され、囚人護送車で召還された。諸葛緒の軍勢は鍾会に吸収された。
その後、太常の官に就いた。晋の司馬炎が禅譲を受けて帝位に即き、母の王元姫が皇太后となると、その宮殿・崇化宮の衛尉に任じられた。

## 一族
息子の諸葛沖は廷尉を務めた。その娘の諸葛婉は司馬炎の夫人（三妃の一つ）となり、親兄弟らと共に房玄齢等の『晋書』后妃伝に記述される。諸葛沖の息子の諸葛銓・諸葛玫も高官に昇った。